# Myiophobus
Myiophobus és un gènere d'ocells de la família dels tirànids (Tyrannidae). Agrupa espècies originàries de l'Amèrica tropical (Neotròpic), on es distribueixen des del sud-oest de Costa Rica, a través d'Amèrica Central i del Sud fins a l'Uruguai, el nord de l'Argentina i l'extrem nord de Xile; també a Trinitat.

## Descripció
Les espècies d'aquest gènere són tirànids petits, mesurant entre 11,5 i 13 cm de longitud, que generalment s'enfilen de forma vertical en penjadors. Habiten en una varietat d'ambients i situacions, en general preferint el sotabosc; la majoria es distribueix per la regió andina, a excepció de M. fasciatus que té una distribució més àmplia. De formes força variables, recorden força als del gènere Empidonax, però tots els Myiophobus presenten una taca a la corona; les franges a les ales quan són presents, són més marró-groguenques que pàl·lides. S'alimenten d'insectes que cacen en vol o al fullatge.

## Taxonomia
Els estudis d'Ohlson et al. (2008) i Ohlson et al. (2009) van presentar dades geneticomoleculars demostrant que el gènere Myiophobus era altament polifilètic, format per tres clades que no són ni properament parents entre si:
- Grup 1, format per M. flavicans, M. phoenicomitra, M. inornatus, i M. roraimae, Ohlson et al. (2020) van proposar un nou gènere Scotomyias per reflectir adequadament la filogènia d'aquest clade,[5] però això no ha estat adoptat per la majoria de les classificacions, excepte pel Comitè Brasiler de Registres Ornitològics (CBRO).[6]
- Grup 2, format per les espècies Nephelomyias pulcher, N. lintoni i N. ochraceiventris, aleshores pertanyents al present gènere, van ser transferides a un nou gènere Nephelomyias Ohlson, Fjeldså & Ericson, 2009,[4] el que va ser reconegut mitjançant l'aprovació de la Proposta N° 425 al Comitè de Classificació de Sud-amèrica (SACC);[7]
- Grup 3, fasciatus, format per M. fasciatus i M. cryptoxanthus.

Els amplis estudis geneticomoleculars realitzats per Tello et al. (2009) van descobrir una quantitat de relacions noves dins de la família Tyrannidae que encara no estan reflectides en la majoria de les classificacions. Seguint aquests estudis, Ohlson et al. (2013) van proposar dividir Tyrannidae en 5 famílies. Segons l'ordenament proposat, Myiophobus roman a Tyrannidae, el grup 3 (M. cryptoxanthus i M. fasciatus), sedis mutabilis (és a dir, amb lleugera incertesa a causa de dades no conclusives) en una subfamília Fluvicolinae (Swainson, 1832-33); el grup roraimae (compost per M. flavicans, M. inornatus, M. phoenicomitra i M. roraimae) en una tribu Fluvicolini (Swainson, 1832-33), al costat de Sublegatus, Colorhamphus, Ochthoeca, Silvicultrix, Pyrocephalus, Fluvicola, Arundinicola, Gubernetes, Alectrurus i provisòriament, Muscipipra.
El nom genèric Myiophobus es compon de les paraules del grec antic «μυια (muia)», «μυιας (muias)» que significa “mosca”, i «φοβος (phobos)» que significa “terror”, “por”, “pànic”.
Segons la Classificació del Congrés Ornitològic Internacional (versió 2.6, 2010) aquest gènere està format per 8 espècies:
- Myiophobus flavicans - mosquer groc.
- Myiophobus phoenicomitra - mosquer de cresta taronja.
- Myiophobus inornatus - mosquer humil.
- Myiophobus roraimae - mosquer del Roraima.
- Myiophobus cryptoxanthus - mosquer de pit olivaci.
- Myiophobus fasciatus - mosquer estriat oriental.
- Myiophobus crypterythrus - mosquer estriat occidental.[nota 1][12]
- Myiophobus rufescens - mosquer rovellat.[nota 2][13][14]